# Thomas Mergel

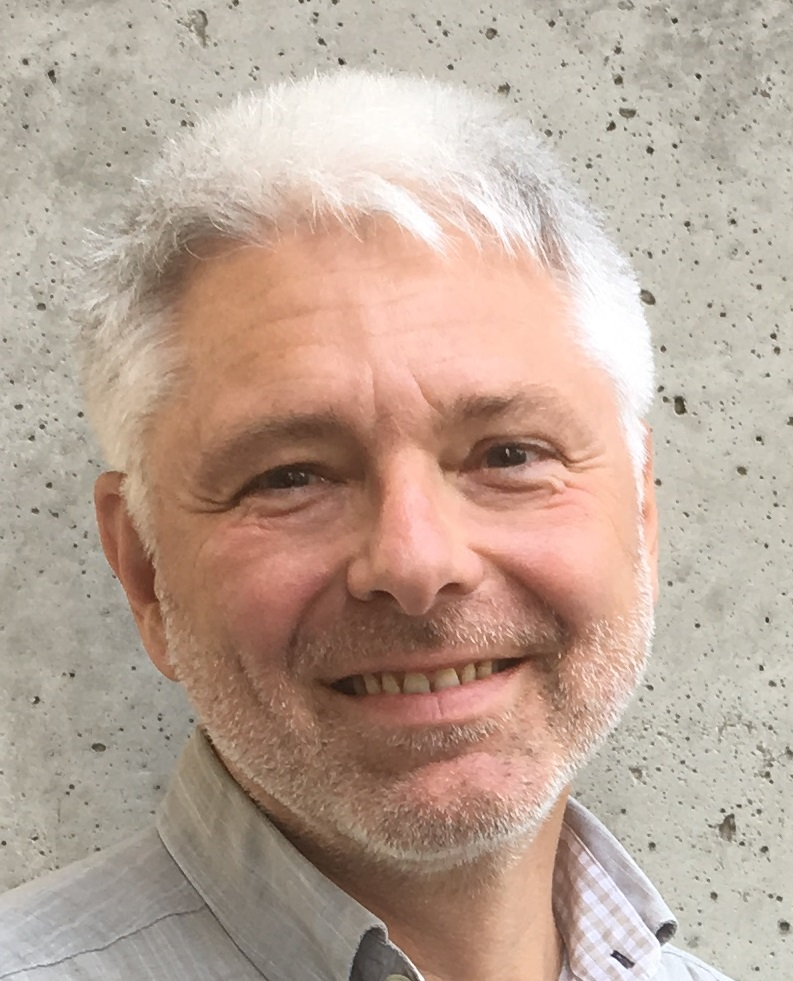
Thomas Mergel, 2018

Thomas Mergel (* 14. Juni 1960 in Regensburg) ist ein deutscher Historiker. Er ist Professor für Europäische Geschichte des 20. Jahrhunderts an der Humboldt-Universität zu Berlin.

## Leben
Nach dem Abitur am Albrecht-Altdorfer-Gymnasium in Regensburg 1979 studierte Mergel Geschichte, Soziologie und Pädagogik an der Universität Regensburg und seit 1984 an der Universität Bielefeld, wo er 1988 mit dem Magister abschloss. Im Dezember 1992 wurde Mergel in Bielefeld mit einer von Josef Mooser betreuten Arbeit über das katholische Bürgertum im Rheinland von 1794 bis 1914 promoviert. Die Arbeit entstand im Rahmen des Sonderforschungsbereichs 177 „Sozialgeschichte des neuzeitlichen Bürgertums“ der Deutschen Forschungsgemeinschaft. Von 1992 bis 2000 war Mergel Wissenschaftlicher Assistent bei Lucian Hölscher an der Ruhr-Universität Bochum. Nach einem Forschungsaufenthalt am Minda de Gunzburg Center for European Studies an der Harvard University (1994–1995) nahm er 2000 eine Gastprofessur für Moderne Europäische Geschichte an der University of Chicago an und habilitierte sich im gleichen Jahr in Bochum. Mit seiner Habilitationsschrift legte er die erste umfassende Studie des Verfassungsorgans Reichstag in der Weimarer Republik vor.
Zwischen 2001 und 2005 war er Leiter des Forschungsprojektes Kulturgeschichte des Wahlkampfs in der Bundesrepublik 1949–1983 in Bochum. 2003 war er Gastprofessor für Sozialgeschichte an der Humboldt-Universität Berlin und von 2003 bis 2004 DAAD-Gastprofessor für Deutsche Geschichte an der Karls-Universität Prag. 2006 wurde er Projektbereichsleiter am Zentrum für Zeithistorische Forschung in Potsdam und 2007 Lehrstuhlinhaber für Neuere Allgemeine Geschichte an der Universität Basel. Seit Februar 2008 ist er Professor für Europäische Geschichte des 20. Jahrhunderts an der Humboldt-Universität zu Berlin.
Zu Mergels Schülern gehören Claudia Gatzka, Christiane Reinecke und Malte Zierenberg.

## Werk
Mergel wurde bei Josef Mooser und Hans-Ulrich Wehler an der Universität Bielefeld im Rahmen des dortigen Projekts zur Bürgertumsforschung promoviert. Trotz (oder gerade wegen) dieser Prägung durch die Bielefelder Schule der Sozialgeschichte beteiligte sich Mergel in den 1990er-Jahren an der Debatte um eine Neue Kulturgeschichte, die er seitdem prominent vertritt. Seine Beiträge hierzu lagen insbesondere im Bereich der – theoretischen und empirischen – Übertragung der kulturgeschichtlichen Methoden und Zugänge auf den Bereich der Politikgeschichte in einer innovativen Kulturgeschichte der Politik. Hierfür nutzte Mergel einerseits mediengeschichtliche Zugänge, indem er Politik in der Moderne als fundamental durch die Massenmedien geprägt darstellte. Andererseits wendete er neuere Ansätze der Mikrosoziologie, insbesondere der Praxeologie an, mit denen er Politik als ein durch symbolisches Handeln und Kommunizieren geprägtes Feld beschrieb.
Anwendung fanden diese Ansätze beispielsweise in seiner Habilitationsschrift zum Weimarer Reichstag. Darin geht es „nicht so sehr um den Reichstag als Entscheidungszentrum, denn vielmehr als Ort der Interaktion und Sozialisation.“ Mergel befasst sich mit den Strukturen, die im Reichstag einen „Zwang zur Kommunikation erzeugten“, und fragt, „wie parlamentarische Diskurse in diese fragmentierte Gesellschaft hineinwirkten“. Aus dieser Argumentation heraus vertrat er etwa die These einer „stillen Republikanisierung“ der DNVP, die aus der alltäglichen Einbindung der Reichstagsfraktion der Partei in die parlamentarischen Prozesse des Weimarer Reichstags entstanden sei. Die ältere Forschung habe die „tiefgreifenden Wandlungsprozesse, denen die Partei während der zwanziger Jahre unterlag“, verkannt. Vor allem würden „die Chancen der DNVP unterschätzt, einen systemintegrierten Konservatismus“ auszubilden, den man nach englischem Vorbild als „Tory-Konservatismus“ bezeichnen könne. Mergels kulturalistisch gewonnener These wurde von Manfred Kittel widersprochen. Mergels Sichtweise unterschätze nicht nur die „politischen Funktionsdefizite“ des Weimarer Reichstags, sondern werde auch durch neuere Forschungsergebnisse zur Entwicklung der DNVP auf der regionalen Ebene innerhalb und außerhalb Preußens (Pommern, Württemberg, Bayern) widerlegt. Die Deutschnationalen seien alles andere als „stille Republikaner“ gewesen. Auch Eberhard Kolb hält Mergels DNVP-Deutung für „völlig verfehlt“.
Mergel trug auch zur kritischen Diskussion der von der Historischen Sozialwissenschaft auf die Geschichte angewandten Modernisierungstheorie und damit auch der daraus abgeleiteten These vom Deutschen Sonderweg bei. Darüber hinaus hat er unter anderem zur Etablierung von Ansätzen der transnationalen Geschichte beigetragen, insbesondere der Geschichte der Migration. Ein weiteres Forschungs- und Interessengebiet ist die Verbindung von Sozial- und Religionsgeschichte, die er schon in seiner Dissertation über das katholische Bürgertum im Rheinland im 19. Jahrhundert verfolgte.
Mergel, der sich schon seit längerem für Phänomene der Stadt- und Urbanitätsgeschichte interessiert, hat 2018 eine Geschichte der Stadt Köln im Kaiserreich veröffentlicht, die im Rahmen der von der Historischen Gesellschaft Köln herausgegebenen Reihe zur Geschichte Kölns seit der Antike erschienen ist.

## Schriften
Monographien
- Zwischen Klasse und Konfession. Katholisches Bürgertum im Rheinland 1794–1914 (= Bürgertum. Band 9). Vandenhoeck & Ruprecht, Göttingen 1994, ISBN 3-525-35674-9 (Zugl.: Bielefeld, Univ., Diss., 1992) (Digitalisat).
- Parlamentarische Kultur in der Weimarer Republik. Politische Kommunikation, symbolische Politik und Öffentlichkeit im Reichstag (= Beiträge zur Geschichte des Parlamentarismus und der politischen Parteien. Band 135). Droste, Düsseldorf 2002, ISBN 3-7700-5249-8 (Zugl.: Bochum, Habil.-Schr., 2000); 2., unveränderte Auflage. ebenda 2005, ISBN 3-7700-5266-8; 3., überarbeitete Auflage. ebenda 2012, ISBN 978-3-7700-5315-5).
- Großbritannien seit 1945 (= UTB. 2656 Geschichte, Zeitgeschichte. = Europäische Zeitgeschichte. Band 1). Vandenhoeck & Ruprecht, Göttingen 2005, ISBN 3-8252-2656-5.
- Propaganda nach Hitler. Eine Kulturgeschichte des Wahlkampfs in der Bundesrepublik. 1949–1990. Wallstein, Göttingen 2010, ISBN 978-3-8353-0779-7.
- Köln im Kaiserreich 1871–1918 (= Geschichte der Stadt Köln. Band 10). Greven, Köln 2018, ISBN 978-3-7743-0454-3.
- Staat und Staatlichkeit in der Europäischen Moderne. Vandenhoeck & Ruprecht, Göttingen 2022, ISBN 978-3-8252-5829-0.

Herausgeberschaften
- mit Thomas Welskopp: Geschichte zwischen Kultur und Gesellschaft. Beiträge zur Theoriedebatte (= Beck’sche Reihe. 1211). Beck, München 1997, ISBN 3-406-42011-7.
- mit Christian Jansen: Die Revolutionen von 1848/49. Erfahrung – Verarbeitung – Deutung. Vandenhoeck und Ruprecht, Göttingen 1998, ISBN 3-525-01364-7.
- mit Benjamin Ziemann: European Political History 1870–1913 (= The International Library of Essays on Political History). Ashgate, Aldershot u. a. 2007, ISBN 978-0-7546-2630-5.
- mit Pascal Maeder und Barbara Lüthi: Wozu noch Sozialgeschichte? Eine Disziplin im Umbruch. Festschrift für Josef Mooser zum 65. Geburtstag. Vandenhoeck & Ruprecht, Göttingen u. a. 2012, ISBN 978-3-525-30034-3.
- mit Christiane Reinecke: Das Soziale ordnen. Sozialwissenschaften und gesellschaftliche Ungleichheit im 20. Jahrhundert (= Eigene und fremde Welten. Band 27). Campus, Frankfurt am Main u. a. 2012, ISBN 978-3-593-39787-0.
- Krisen verstehen. Historische und kulturwissenschaftliche Annäherungen (= Eigene und fremde Welten. Band 21). Campus, Frankfurt am Main u. a. 2012, ISBN 978-3-593-39787-0.